# Ruiselede
Ruiselede es un municipio de la región de Flandes, en la provincia de Flandes Occidental, Bélgica. A 1 de enero de 2018 tenía una población estimada de 5387 habitantes.

## Geografía
Se encuentra ubicada al oeste del país.

### Secciones del municipio
| - Ruiselede |

### Pueblos y aldeas del municipio
Doomkerke y Kruiskerke

## Demografía

### Evolución
Todos los datos históricos relativos al actual municipio, el siguiente gráfico refleja su evolución demográfica, incluyendo municipios después de efectuada la fusión el 1 de enero de 1977.
| Gráfica de evolución demográfica de Ruiselede entre 1846 y 2020 |
|                                                                 |